# داسکاریته
داسکاریته (به بلغاری: Daskarite) یک منطقهٔ مسکونی در بلغارستان است که در تریاونا واقع شده‌است.